# The Tender Tale of Cinderella Penguin
The Tender Tale of Cinderella Penguin è un cortometraggio d'animazione canadese del 1981 diretto da Janet Perlman e prodotto dalla National Film Board of Canada.

## Trama
Il film è un adattamento comico della fiaba Cenerentola con dei pinguini al posto degli esseri umani.

## Riconoscimenti
- 1982 - Premio Oscar
  - Candidatura per Miglior cortometraggio d'animazione
- Parents' Choice Award[2][3]